# Nazionale maschile di pallacanestro delle Bahamas
La nazionale di pallacanestro delle Bahamas è la rappresentativa cestistica delle Bahamas ed è posta sotto l'egida della Federazione cestistica delle Bahamas.

## Piazzamenti

### Campionati americani
- 1995 - 8°

### Campionati centramericani
- 1975 - 7°
- 1985 - 8°
- 1989 - 8°
- 1995 - 5°

- 2003 - 5°
- 2012 - 5°
- 2014 - 7°
- 2016 - 7°

### Campionati caraibici
- 2004 - 5°
- 2006 - 4°
- 2007 - 4°
- 2009 - 5°

- 2011 -  2°
- 2014 -  1°
- 2015 -  2°

### Giochi panamericani
- 1975 - 9°
- 1991 - 8°[1]

## Formazioni

### Campionati americani
Campionato americano maschile di pallacanestro 1995Outten, Stuart, Collie, Wilson, Cambridge, Dean, Hanna, Adderlie, Taylor, Knowles, Pierre, Forbes, All. Gladstone McPhee

### Campionati centramericani
Campionato centramericano maschile di pallacanestro 20034 Hall, 5 Smith, 6 Pierre, 7 Ferguson, 8 Lightbourne, 9 Knowles, 10 Joseph, 11 Stubbs, 12 Sweeting, 13 Collie, 14 Moss, 15 Cambridge,        All. -
Campionato centramericano maschile di pallacanestro 20124 Johnson, 5 Cox, 6 Cadot, 7 Gray, 8 Cooper, 9 Rose, 10 Smith, 11 Bain, 12 Burrows, 13 Coleby, 14 Davis, 15 Douglas,        All. Larry Brown
Campionato centramericano maschile di pallacanestro 20144 Johnson, 5 Hinds, 6 Gray, 7 Rose, 8 Smith, 9 Farrington, 10 Hield, 11 Thompson, 12 Ferguson, 13 D. Coleby, 14 K. Coleby, 15 Rolle,        All. Larry Eustachy
Campionato centramericano maschile di pallacanestro 20164 Carey, 5 Munnings, 6 Taylor, 7 Cadot, 8 Smith, 9 Bain, 10 Ayton, 11 Burrows, 12 Nesbitt, 13 Joseph, 14 Cooper, 15 Cox,        All. Mario Bowleg

### Giochi panamericani
Pallacanestro maschile ai VII Giochi panamericani4 Storr, 5 Symonette, 6 Horley, 7 Lightbourn, 8 C. Rose, 9 Gilcud, 10 Strachan, 11 Thompson, 12 Quant, 13 J. Rose, 14 Robins, 15 Minns,        All. Fred Smith
Pallacanestro maschile agli XI Giochi panamericani4 Russell, 5 Dean, 6 Cutter, 7 Adderley, 8 Wilson, 9 Nicholls, 10 Ferguson, 11 Sears, 12 Hinds, 13 Pinder, 14 Rose, 15 Knowles,        All. -

### Campionati caraibici
Campionato caraibico maschile di pallacanestro 2002Moss, Ferguson, Hall, Pierre, Stubbs, All. -
Campionato caraibico maschile di pallacanestro 20064 Dames, 5 Cadot, 6 Gray, 7 Hinds, 8 Demeritte, 9 Pierre, 10 Hall, 11 Turnquest, 12 Flutchanson, 13 Lightbourne, 14 Joseph, 15 Stubbs,        All. -
Campionato caraibico maschile di pallacanestro 20074 Miller, 5 Cox, 6 Edwards, 7 Burrows, 8 Lightbourne, 9 Joseph, 10 Hall, 11 Forbes, 12 Stubbs, 13 Harvey, 14 Hudson, 15 Rolle,        All. -
Campionato caraibico maschile di pallacanestro 20094 Hall, 5 Hinds, 6 Bain, 7 Hutchinson, 8 Henfield, 9 Forbes, 10 Cox, 11 Seymour, 12 Demeritte, 14 Hudson, 15 Bain,        All. -
Campionato caraibico maschile di pallacanestro 20114 Johnson, 5 Hinds, 6 Cadeau, 7 Hutchinson, 8 M. Bain, 9 Burrows, 10 Hall, 11 Cox, 12 Seymour, 13 Douglas, 14 G. Bain, 15 E. Bain,        All. -
Campionato caraibico maschile di pallacanestro 20144 Johnson, 5 Hinds, 6 Gray, 7 R. Rose, 8 Bain, 9 Farrington, 10 L. Rose, 11 Davis, 12 Ferguson, 13 D. Coleby, 14 K. Coleby, 15 Rolle,        All. Larry Eustachy
Campionato caraibico maschile di pallacanestro 20154 M. Bain, 5 Te. Cox, 6 Lewis, 7 Cooper, 8 Smith, 9 Farrington, 10 Miller, 11 E. Bain, 12 To. Cox, 13 Nesbitt, 14 Coleby, 15 Rolle,        All. Mario Bowleg

### Giochi centramericani e caraibici
Pallacanestro maschile ai XXIII Giochi centramericani e caraibici3 Carey, 4 M. Bain, 5 St. Fort, 6 Adderley, 7 Jacob, 8 Smith, 9 Cooper, 10 Nortmann, 11 Hunter, 13 Mackey, 14 E. Bain, 15 Miller,        All. -